# Coleophora amasicola
Coleophora amasicola é uma espécie de mariposa do gênero Coleophora pertencente à família Coleophoridae.